# Девоншир (Бермуди)

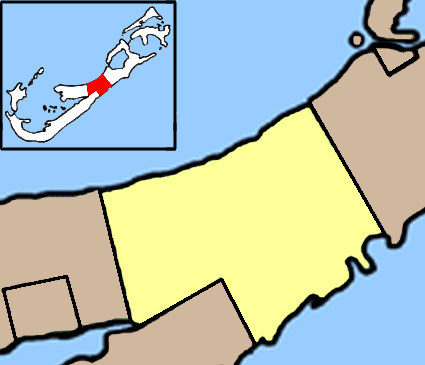

Девоншир (англ. Devonshire Parish) — один з дев'яти округів (parishes) Бермудів. Населення 7 332 чоловік (2010).

## Географія
Розташований в центрі території недалеко від перетину основної частини головного острова і півострова, на якому знаходиться Гамільтон, адміністративний центр Бермуд та округу Пембрук (з яким він межує на заході). На північному сході він прилягає до округу Сміт, а на південному сході межує з округом Пейджет. Вся площа округу становить 4,9 км². Через цей округ проходять такі дороги: норт-шор-роуд, мідл-роуд і саут-шор-роуд.

## Історія
Спочатку округ називався «Cavendish Tribe», а потім «Devonshire Tribe». Він названий так на честь Вільяма Кавендіша, 1-го графа Девоншира, який жив у 1552—1626 роках. Незважаючи на те, що той ніколи не відвідував Бермуди, округ все ж носить його ім'я.

## Пам'ятки
Цікавими пам'ятками Девоншира є його доки, форт Ленгтон, форт Девоншир, національний стадіон Бермудів, дендрарій, кінний центр Бермудських островів, залишки британського армійського штабу, старовинна церква Девоншира, природний заповідник, ботанічний сад Палм Грув, поле для гольфу з видом на океан і музей старовинної Елліотської школи. Також по всьому округу є багато старовинних будівель, які можна оглядати, але не всі вони є доступними для публіки. Через північну частину округу Девоншир також проходить фрагмент залізничних шляхів.